# Whale (Band)
Whale war eine schwedische Rockband aus Stockholm, die zwischen 1993 und 1999 aktiv war. Die Gruppe vereinte Alternative Rock mit Einflüssen aus Grunge, Trip-Hop und elektronischer Tanzmusik.

## Bandgeschichte
Die Band wurde 1993 von dem Gitarristen Henrik Schyffert, dem Bassisten Gordon Cyrus und der Sängerin Cia Berg gegründet. Im selben Jahr gelang der Band der internationale Durchbruch mit der Single Hobo Humpin' Slobo Babe, das von Mark Pellington gedrehte Musikvideo hielt sich lange Zeit unter den Tophits der in den 1990er Jahren äußerst populären Show Alternative Nation auf MTV Networks Europe. Die Single platzierte sich in den Top Ten in Dänemark und Norwegen und erreichte Chartplatzierungen in den Niederlanden, der Schweiz und Großbritannien und kam bis auf Position 24 der US-amerikanischen Billboard-Modern Rock Tracks Charts.
Das 1995 veröffentlichte Album We Care, auf dem zwei Tracks vom ehemaligen Massive-Attack-Mitglied Tricky co-produziert wurden, erreichte Position 42 in den britischen Albumcharts. Es enthielt mit Pay for Me einen weiteren Titel, dessen (von Jonas Åkerlund gedrehtes) Musikvideo in die MTV-Rotation kam. Ebenfalls 1995 veröffentlichten Whale eine Coverversion von dem Prince-Song Darling Nikki aus dessen Album Purple Rain. Whale ging als Vorgruppe von Blur auf eine Tournee durch Nordamerika, danach verließ Gründungsmitglied Cyrus die Band. Erst 1998 erschien mit All Disco Dance Must End in Broken Bones ein weiteres Album, nun mit den neuen Bandmitgliedern Jorgen Wall am Schlagzeug, dem Gitarristen Jon Jefferson Klingberg sowie dem Bassisten Heikki Kiviaho. Das Album wurde aufwendig in Chicago und London unter anderem von Chris Potter und Brad Wood produziert und konnte sich wie das vorgehende in den britischen Albumcharts platzieren. Anschließend absolvierte die Band zur Promotion eine USA-Tournee als Vorgruppe von Tricky.
Auf ihrer Website gab die Band an, bereits 1987 als Southern Whale Cult gegründet worden zu sein. Dabei handelte es sich jedoch um einen Scherz. Ende der 1990er Jahre löste sich die Band auf. Henrik Schyffert ist seither als Komiker tätig, während Cia Berg als Moderatorin für das schwedische Fernsehen arbeitet. Gordon Cyrus ist als Musikproduzent tätig.

## Diskografie

### Studioalben
| Jahr | Titel                                    | Höchstplatzierung, Gesamtwochen, AuszeichnungChartplatzierungen (Jahr, Titel, Platzierungen, Wochen, Auszeichnungen, Anmerkungen) | Höchstplatzierung, Gesamtwochen, AuszeichnungChartplatzierungen (Jahr, Titel, Platzierungen, Wochen, Auszeichnungen, Anmerkungen) | Höchstplatzierung, Gesamtwochen, AuszeichnungChartplatzierungen (Jahr, Titel, Platzierungen, Wochen, Auszeichnungen, Anmerkungen) | Höchstplatzierung, Gesamtwochen, AuszeichnungChartplatzierungen (Jahr, Titel, Platzierungen, Wochen, Auszeichnungen, Anmerkungen) | Höchstplatzierung, Gesamtwochen, AuszeichnungChartplatzierungen (Jahr, Titel, Platzierungen, Wochen, Auszeichnungen, Anmerkungen) | Anmerkungen                        |
| Jahr | Titel                                    | DE | AT | CH | UK | SE | Anmerkungen                        |
| ---- | ---------------------------------------- | --- | --- | --- | --- | --- | ---------------------------------- |
| 1995 | We Care                                  | DE60 (9 Wo.)DE | — | — | UK42 (3 Wo.)UK | SE12 (9 Wo.)SE | Erstveröffentlichung: 3. Juli 1995 |
| 1998 | All Disco Dance Must End in Broken Bones | — | — | — | — | SE13 (5 Wo.)SE | Erstveröffentlichung: August 1998  |

### Singles
| Jahr | Titel Album                                                 | Höchstplatzierung, Gesamtwochen, AuszeichnungChartplatzierungen (Jahr, Titel, Album, Platzierungen, Wochen, Auszeichnungen, Anmerkungen) | Höchstplatzierung, Gesamtwochen, AuszeichnungChartplatzierungen (Jahr, Titel, Album, Platzierungen, Wochen, Auszeichnungen, Anmerkungen) | Höchstplatzierung, Gesamtwochen, AuszeichnungChartplatzierungen (Jahr, Titel, Album, Platzierungen, Wochen, Auszeichnungen, Anmerkungen) | Höchstplatzierung, Gesamtwochen, AuszeichnungChartplatzierungen (Jahr, Titel, Album, Platzierungen, Wochen, Auszeichnungen, Anmerkungen) | Höchstplatzierung, Gesamtwochen, AuszeichnungChartplatzierungen (Jahr, Titel, Album, Platzierungen, Wochen, Auszeichnungen, Anmerkungen) | Anmerkungen                                   |
| Jahr | Titel Album                                                 | DE | AT | CH | UK | SE | Anmerkungen                                   |
| ---- | ----------------------------------------------------------- | --- | --- | --- | --- | --- | --------------------------------------------- |
| 1994 | Hobo Humpin’ Slobo Babe We Care                             | — | — | CH22 (8 Wo.)CH | UK15 (8 Wo.)UK | SE30 (2 Wo.)SE | Erstveröffentlichung: März 1994               |
| 1995 | Pay for Me We Care                                          | — | — | — | — | SE6 (9 Wo.)SE | Erstveröffentlichung: Mai 1995                |
| 1995 | I’ll Do Ya We Care                                          | — | — | — | UK53 (2 Wo.)UK | — | Erstveröffentlichung: Juli 1995               |
| 1998 | Four Big Speakers All Disco Dance Must End in Broken Bones  | — | — | — | UK69 (1 Wo.)UK | SE50 (2 Wo.)SE | Erstveröffentlichung: Juni 1998 feat. Bus75   |
| 1998 | Crying at Airports All Disco Dance Must End in Broken Bones | — | — | — | UK94 (1 Wo.)UK | — | Erstveröffentlichung: August 1998 feat. Bus75 |

Weitere Singles
- 1995: Kickin (feat. Tricky)
- 1997: Heavy Stick
- 1999: Deliver the Juice